# Acutipetala
Acutipetala là một chi nhện trong họ Agelenidae.

## Danh sách loài
- Acutipetala donglini
- Acutipetala octoginta